# ALEA Ensemble

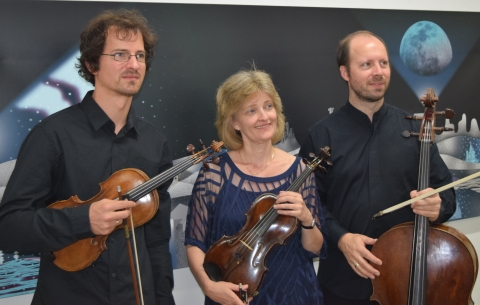
ALEA Ensemble

Das ALEA Ensemble ist ein 1988 gegründetes Ensemble für zeitgenössische Musik aus Graz.

## Geschichte
Das Ensemble wurde 1988 vom Komponisten und Dirigenten Gerhard Präsent und dessen Frau Sigrid Präsent (Violine) in Graz für ein Konzert im Forum Stadtpark gegründet. Der Name assoziierte ursprünglich den Kompositionsstil Aleatorik, steht aber in späteren Jahren auch für die stets den jeweiligen Notwendigkeiten angepasste variable Besetzung.
Ziel des Ensembles ist es, zeitgenössische Musik ohne stilistische Vorbehalte – häufig in relevanten Kombinationen mit traditionellem Repertoire – dem Publikum näherzubringen.
Das Ensemble konzertiert seit 1990 regelmäßig – auch als ALEA Quartett (Streichquartett), unter anderem bei Festivals wie Österreich heute und Hörgänge im Wiener Konzerthaus, Nuovi Spazi Musicali in Rom sowie mehrfach beim Musikforum München, beim Witold-Lutosławski-Festival in Lublin, im Austrian Cultural Forum in New York City sowie in London, Washington D.C., Genua, Turin, Bratislava und Berlin, mehrfach beim Internationalen Musikfestival Dugo Selo/Zagreb, in der National Concert Hall in Dublin, beim Festival Carinthischer Sommer, bei Styriarte in Graz, im Kunstverein Alte Schmiede Wien, beim Forum Stadtpark und war in den Konzertreihen beim Steirischen Tonkünstlerbund in Graz sowie im ORF zu hören.
Seit 2010 tritt das Ensemble überwiegend als Streichtrio mit Sigrid Präsent und Igmar Jenner (Violine) und Tobias Stosiek (Violoncello) auf. Zusammenarbeit erfolgte unter anderem mit den Pianisten Rita Melem, Edda König, Georg Pammer und Eike Straub, mit Berndt Luef (Vibraphon, Jazzkomponist), Alexander Puhrer (Bariton), Hermine Haselböck (Mezzosopran), Jörg-Martin Willnauer (Darsteller), Krisztina Faludy (Fagott) sowie mit den Komponisten Iván Eröd  (Violinsonaten 1 & 2, 2. und 3. Streichquartett), Herbert Blendinger (1- bis 4. Quartett) und Franz Zebinger.
Die Musiker haben zahlreiche CDs produziert, die auch internationale Anerkennung fanden, so u. a. in der englischen Streicherzeitschrift „The Strad“.

## Besetzungen
Von 1993 bis 2009 konzertierte das Ensemble bevorzugt in Streichquartettbesetzung (auch mit zusätzlichem Klavier), seit 2010 überwiegend als Streichtrio (2 Violinen und Violoncello), ebenfalls mit möglichem Klavier. Die derzeitige Besetzung besteht aus Sigrid Präsent und Igmar Jenner (Violine) mit Tobias Stosiek (Violoncello), fakultativ mit Wolfgang Stangl (Viola) und Rita Melem (Klavier).

## Diskografie
- La Tâche ALEA-01-97 (Iván Eröd, Gerhard Präsent, Herbert Blendinger, Jörg-Martin Willnauer, Mohamed Abdel-Fattah), 1997
- Sounds of Wood ALEA-02-99 (Gerhard Präsent – 7 Werke), 1999
- ALEA-Quartett Barbara Payer/Flöte STB 05/01 (Johann Teibenbacher, Gerhard Präsent, Maximilian Kreuz, Viktor Fortin, Herbert Blendinger, Franz Zebinger, Kurt Schwertsik), 2004
- „...der Welt abhanden gekommen“ mit Alexander Puhrer (Bariton) STB 05/08 (Kurt Schwertsik, Georg Arányi-Aschner, Daniela Rusch, Iván Eröd, Gerhard Präsent, Gustav Mahler: Rückert-Lieder in der Fassung für Klavierquartett von Gerhard Präsent), 2005
- ALEA-Ensemble (mit Christine Kügerl/Harfe) STB 07/01 (Kurt Anton Hueber, Georg Arányi-Aschner, Viktor Fortin, Iván Eröd, Franz Zebinger, Gerhard Präsent, Maximilian Kreuz, Hannes Kuegerl), 2006
- Klassik meets Jazz mit Berndt Luef (Vibraphon) STB 08/01 (Gerd Noack, Oliver Nelson, Berndt Luef, Iván Eröd, Hannes Kügerl, Gerhard Präsent u. a.), 2007
- Back from New York mit Rita Melem (Klavier) STB 08/07 (Herbert Blendinger, Anselm Schaufler, Christoph Smola, Gerhard Präsent, Franz Zebinger, Charris Efthimiou, Iván Eröd, George Gershwin/Gerhard Präsent), 2008
- ALEA Live 2009 mit Edda König (Klavier) STB 09/07 (Iván Eröd, Viktor Fortin, Rudolf Hinterdorfer, Franz Zebinger, Herbert Blendinger, Georg Arányi-Aschner, Gerhard Präsent), 2009
- ALEA String Action mit Sigrid Präsent und Igmar Jenner (Violine), Tobias Stosiek (Violoncello) und Rita Melem (Klavier) STB 11/02 (Georg Winkler, Henrik Sande, Igmar Jenner, Franz Zebinger, Gerhard Präsent, Renaud Garcia-Fons und Iván Eröd), 2010
- Gerhard PRAESENT – String Music ALEA-03-11 (Gerhard Präsent: Streichquartette Nr.2-4, „Canzona op.50“ für Vl&Vc, „Vier Tänze für zwei Violinen“), 2011
- Live String Action 2011 mit ALEA-Ensemble Sigrid Präsent und Igmar Jenner (Violine), Tobias Stosiek (Violoncello) ALEA-04-12 (Antonio Vivaldi, Johann Sebastian Bach, Joseph Haydn, Franz Zebinger, Gerhard Präsent, Antonín Dvořák, Igmar Jenner, Renaud Garcia-Fons und Iván Eröd)
- ALEA – Intricato STB 12/02 mit Sigrid Präsent und Igmar Jenner (Violine), Delphine Krenn-Viard (Viola), Tobias Stosiek (Violoncello) und Rita Melem (Klavier) (Graham Waterhouse, Viktor Fortin, Dieter Zenz, Igmar Jenner, Wolfram Wagner, Herbert Blendinger, Charris Efthimiou und Gerhard Präsent), 2012
- BIG BEN – Back from London STB 13/01 mit Sigrid Präsent und Igmar Jenner (Violine), Tobias Stosiek (Violoncello) und Edda König (Klavier), (Kurt Anton Hueber, Charris Efthimiou, Georg Arányi-Aschner, Karl Haidmayer, Gerhard Präsent, Michele Trenti, Herbert Blendinger und Igmar Jenner), 2012
- 1 – 2 – 3 Soli, Duos, Trios STB 13/10: Erik Satie/Gerhard Präsent, Jenő Takács, Georg Arányi-Aschner, Viktor Fortin, Gerhard Präsent, Berndt Luef, Igmar Jenner und Wolfram Wagner, 2013
- Extravaganza STB 14/02 mit Sigrid Präsent und Igmar Jenner (Violine), Tobias Stosiek (Violoncello) und Eduard Lanner (Klavier): Michael Wahlmüller, Henrik Sande, Wolfram Wagner, Georg Arányi-Aschner, Gerd Noack, Michele Trenti, Iván Eröd und Gerhard Präsent, 2014
- Big Apple STB 15/01, mit Sigrid Präsent und Igmar Jenner (Violine), Wolfgang Stangl (Viola), Tobias Stosiek (Violoncello) und Bernhard Riedler (Klavier): Bernhard Riedler, Walter Vaterl, Georg Arányi-Aschner, Franz Zebinger, Gerd Noack, Michele Trenti, Wolfram Wagner, Patrick Hahn und Gerhard Präsent, 2015
- Berlin STB 15/07, mit Sigrid Präsent und Igmar Jenner (Violine), Tobias Stosiek (Violoncello), Leitung: Gerhard Präsent: Artur Michl, Viktor Fortin, Maxim Seloujanov, Wolfram Wagner, Marco Reghezza, Henrik Sande, Gerhard Präsent, 2015
- Zum 80er von Iván Eröd und Herbert Blendinger STB 16/02 mit Sigrid Präsent (Violine), Tobias Stosiek (Violoncello), Rita Melem (Klavier): Iván Eröd (1. u. 2. Violinsonate, Dank an Bartok), Herbert Blendinger (Stücke f.Vc.u.Pn, Duo concertante, Trio in G), 2016
- Turin STB 17/01, mit Sigrid Präsent und Igmar Jenner (Violine), Tobias Stosiek (Violoncello). Franz Cibulka, Henrik Sande, Paolo Rotili, Viktor Fortin, Maximilian Kreuz, Gerhard Präsent, Herbert Blendinger, Gianni Possio, Dario Cebic, Igmar Jenner, 2016
- Epitaphium STB 17/05, zum 80. Geburtstag von Zbigniew Bargielski, mit Georg Schulz (Akkordeon), Sigrid Präsent und Igmar Jenner (Violine), Tobias Stosiek (Violoncello), 2017
- 5 x 12 ALEA 05/17 & STB 17/10 (Do-CD)  – Jubiläumskonzert mit Werken von Gerhard Präsent: ALEA Ensemble mit Sigrid Präsent u. Igmar Jenner  (Violine), Agnieszka Kapron (Viola), Tobias Stosiek (Violoncello), Rita Melem, Edda König & Eduard Lanner (Klavier) u. a. 2017
- Transitions STB 18/01 (Do-CD)  – ALEA-Ensemble & Igmar Jenner (Solo-Violine & Elektronik): Michele Trenti, Rudolf Hinterdorfer, Herbert Blendinger, Andreas Stangl, Dario Cebic, Jörg-Martin Willnauer, Gerhard Präsent & Igmar Jenner, 2018
- 30 Jahre ALEA STB 18/07 – mit Sigrid Präsent und Igmar Jenner (Violine), Tobias Stosiek (Violoncello): Herbert Blendinger, Georg Arányi-Aschner, Viktor Fortin, Wolfram Wagner, Karl Haidmayer, Henrik Sande, Franz Zebinger, Igmar Jenner, Gerhard Präsent, 2018
- In memoriam Georg Arányi-Aschner  STB 18/10 – mit Sigrid Präsent und Igmar Jenner (Violine), Tobias Stosiek (Violoncello) u. a. – 13 Werke. 2018
- Circles  STB 20/01 – mit Sigrid Präsent und Igmar Jenner (Violine), Tobias Stosiek (Violoncello), Rita Melem (Klavier): Henrik Sande, Dario Cebic, Oddvar Lönner, Magdalena Fürntratt, Herbert Bolterauer, Igmar Jenner, Iván Eröd, Gerhard Präsent, Paul McCartney. 2019
- Finalkonzert des STB-Kompositionswettbewerbes STB 21/02 mit Sigrid Präsent und Igmar Jenner (Violine), Tobias Stosiek (Violoncello): Benedikt Brydern, Massimo Lauricella, Alice Hong, Stefano Gioffré, Marco Reghezza, Kurt Schwertsik, Igmar Jenner, Gerhard Präsent, Wolfram Wagner, 2021
- Blendinger – Kammermusik  STB 21/05 (Do-CD): Herbert Blendinger Streichquartette 1-4 und weitere 6 Werke, 2021
- In memoriam Iván ERÖD STB 21/06 (Do-CD) – mit Sigrid Präsent und Igmar Jenner (Violine), Delphine Krenn-Viard (Viola), Tobias Stosiek (Violoncello) u. a.: 14 Werke von Iván Eröd inkl. Violinsonate Nr. 1 & 2, Klavierquartett, 2. Trio, 3. Streichquartett u. a., 2021
- Canzona  STB 21/08 mit Sigrid Präsent und Igmar Jenner (Violine), Wolfgang Stangl (Viola), Tobias Stosiek (Violoncello): Herbert Bolterauer, Franz Zebinger, Magdalena Fürntratt, Dario Cebic, Gerhard Präsent, Herbert Blendinger, Ludwig van Beethoven/Gerhard Präsent, 2021
- Tête-à-tête  STB 22/07 mit Sigrid Präsent (Violine), Tobias Stosiek (Violoncello), Rita Melem (Klavier): Georg Arányi-Aschner, Dario Cebic, Anselm Schaufler, Michael Wahlmüller, Gerhard Präsent, Iván Eröd, 2022
- Sounds  STB 23/01 Sigrid Präsent (Violine), Igmar Jenner (Violine, Viola), Tobias Stosiek (Violoncello), Rita Melem (Klavier): Gerhard Präsent, Isabel Lena de Terry, Igmar Jenner, Alejandro del Valle-Latanzio, Johann Teibenbacher, 2022
- Dublin  STB 24/01 mit Sigrid Präsent und Igmar Jenner (Violine), Wolfgang Stangl (Viola), Tobias Stosiek (Violoncello): Georg Arányi-Aschner (zum 100. Geburtstag), Akos Banlaky, Oddvar Lönner, David Ernest McCarthy, Gerhard Präsent, Igmar Jenner. 2023[9][10]